# 雄っぱい

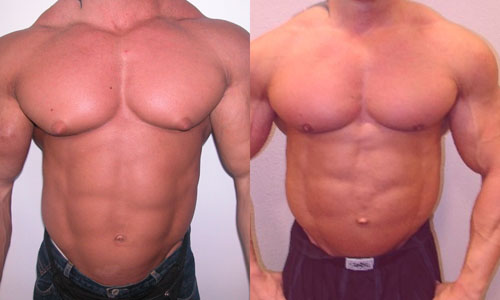
『雄っぱい』と呼ばれる例、大胸筋を鍛えたボディビルダー

雄っぱい（おっぱい）は、男性の胸部が、肉厚の筋肉でがっちりしている様子を示す、俗語である。ボーイズラブのジャンルにおいて定着した用語となっている。

## 概要
本来は「胸板」と呼ばれる部分だが、逞しい大胸筋の影響で「胸の谷間」ができるなど、女性の「おっぱい」に対比して用いられることが多い。発祥はインターネットスラングで、創作表現にてジャンルを確立して愛好者が現れた。ピクシブ百科事典では、「男性の胸部が強調され、胸板より色気や肉厚が強い場合に、『雄っぱい』というタグが付けられる」と説明されている。従来ボーイズラブでは男性の胸、乳首の描写は軽視されがちであったが、「雄っぱい」はそれらを重視した表現・プレイ描写を創出している。一方で、浅葉ケント『おっぱい男子』（2017年、秋水社）が東京都の不健全図書に指定されるなど、「雄っぱい」の描写がわいせつなものとして扱われる事例も増えている。
トレーニングで筋肉を鍛えている男性たちの間でも用いられる。大胸筋をバランスよく鍛えることで、現実に「雄っぱい」を作ることが可能である。豊満な男性の80%が、誰かから『雄っぱい』を揉まれた経験もある。英語では「moobs」と呼ばれ、2016年にはオックスフォード英語辞典にも収録されたが、女性化乳房と混同されることがある。

## 参照資料
- 稀見理都『エロマンガ表現史』太田出版、2017年11月2日。ISBN 978-4778315924。